# Asterix tizenkét próbája
Az Asterix tizenkét próbája (eredeti cím: Les Douze travaux d'Astérix) 1976-ban bemutatott, mára klasszikussá vált francia rajzfilm, amely az Asterix-sorozat harmadik része. Az animációs játékfilm rendezője és írója René Goscinny és Albert Uderzo, producere Georges Dargaud, zeneszerzője Gérard Calvi. A mozifilm a Dargaud Films gyártásában készült, a Gaumont forgalmazta. Műfaja kalandos filmvígjáték.
Franciaországban 1976. október 20-án, Magyarországon 1988. március 3-án mutatták be a mozikban.

## Cselekmény
A rómaiak egy sikertelen támadást követően elgondolkodnak, hogy a kis gall falu lakói hogyan tudják mindig legyőzni a felszerelt római hadseregeket. Végül arra jutnak, lehet, hogy a falu lakosai istenek. Caesar ezt lehetetlenségnek gondolja, ám elmegy a falu elé, ahol kihirdeti, hogy a két legjobb harcosuk, ha kiáll 12 próbát, (amiket Herkules próbáinak mására készítettek) Róma elismeri őket isteneknek, és ezzel együtt az ország behódol nekik. Asterix és Obelix vállalkoznak a próbákra, ahová Caius Pupus vezeti el őket.
Az első próbán le kell futni az olimpiai bajnokot, Mérinoszt. Asterix a varázsital segítségével gyorsan kezd el futni és amikor a bajnok már szinte egy rakétává alakul, nekimegy egy fának, így végül Asterix nyeri a próbát. A második feladaton messzebbre kell hajítani egy gerelyt, mint Kermesz, a perzsa. Obelix gerelye egy kis dobással átszeli a földet, ezért természetesen ő nyer.
A harmadik próba egy stadionban van, ahol meg kell küzdeni Cylindrique-vel, egy német birkózóval, aki megtanítja Asterixet birkózni, de olyan jól megtanítja, hogy meg sem bír moccanni. A negyedik próbához Asterix és Obelix egy csónakkal elevez a gyönyörök szigetére, ahol csábító szirének élnek. Itt ellen kell állniuk a gyönyörök csábításának. A harcosok már majdnem ott is maradnak, de ekkor Obelix rájön, hogy a szigeten nincsenek vaddisznók, amiket megehetne, így végül el hagyják a helyet.
Az ötödik próba az, hogy el kell viselni Iris, a varázsló elviselhetetlen tekintetét. Iris megpróbálja Asterixet hipnotizálni, de a dolog visszafelé sül el és azt kezdi hinni magáról, hogy ő egy vaddisznó. A hatodik próbán Mannekenpixnek, a titánok főszakácsának összes ételét el kell fogyasztani, a vaddisznótól kezdve az elefántig. Obelix nagy étvágyával az összes ételt megeszi, és mégis éhes marad. 
A hetedik próba helyszíne a szörny barlangja, ahonnan nem szabad elmenekülni, bár a "szörny"-et még senki nem élte túl. A barlangban a két gall csak sétálgat, amikor meglátják a szörnyet és Obelix megeszi azt. A nyolcadik feladatban egy egyszerűnek tűnő igazolványt kell megszerezni egy hivatalban, ahol mindenki megőrült. Már úgy tűnik, hogy minden remény elveszett, ám ekkor Asterix az az ötlete támad, hogy félrevezetik a hivatalnokokat, majd a végén csak simán elkérik az igazolványt a főnöktől. A terv beválik, így tovább mennek.
A kilencedik próbán egy krokodilokkal teli szakadék felett kell átkelni egy láthatatlan kötélen. Asterix és Obelix szinte kötéltáncot jár, ám leugranak és elintézik a krokodilokat. A tizes számú feladat egy hegyen játszódik, amit meg kell mászni és a csúcson helyesen válaszolni a hegycsúcsok tiszteletre méltó öregének feladványára. A feladványban két törülköző közül kell választani, hogy melyiket mosták Olümposz mosószerrel. Asterix kiválasztja a sokkal lágyabb és bársonyosabb törülközőt – eközben az Istenek az Olümpuszon elgondolkodnak, hogy tényleg Istenek-e a gallok.
Az utolsó előtti próbán a hegy alján kell aludni, de ez nem olyan egyszerű, mivel halott légiók lelkei kísértenek a síkságon. A légiók meg is jelennek, ám Asterix elhallgattatja őket azzal az indokkal, hogy túl hangosak és nem hagyják őket aludni.
A tizenkettedik próbára az egész falut elhívják Rómába a cirkuszba, hogy küzdjenek meg a gladiátorokkal és az állatokkal. A gallok szinte játszva hajtják végre az utolsó feladatot így Caesar elismeri őket Isteneknek és Róma uralkodóivá kiáltja ki őket. Őmaga visszavonul egy nyugodt helyre Kleopátrával, Caius Pupus pedig a gyönyörök szigetén éli le az életét.

## Szereplők
| Szereplő                           | Eredeti hang      | Magyar hang                              |
| ---------------------------------- | ----------------- | ---------------------------------------- |
| Asterix                            | Roger Carel       | Szombathy Gyula                          |
| Caius Pupus                        | Roger Carel       | Szacsvay László                          |
| Szenátor                           | Roger Carel       | Kenderesi Tibor                          |
| A Herkulest emlegető szenátor      | Roger Carel       | Peczkay Endre                            |
| Obelix                             | Jacques Morel     | Benkóczy Zoltán                          |
| Hintázó hivatalnok                 | Jacques Morel     | Haraszin Tibor                           |
| Panoramix                          | Henri Virlojeux   | Harkányi Endre                           |
| Iris, az egyiptomi varázsló        | Henri Virlojeux   | Reviczky Gábor                           |
| Abraracourcix                      | Pierre Tornade    | Vajda László                             |
| Mesélő                             | Pierre Tchernia   | Végvári Tamás                            |
| Assurancetourix                    | Jacques Jouanneau | Kaszás Attila                            |
| Iulius Caesar                      | Jean Martinelli   | Gruber Hugó                              |
| Jupiter az Olümposzon              | Jean Martinelli   | Soós László                              |
| Mimi                               | Nicole Nervil     | Hacser Józsa                             |
| Cylindrique, a német               | Roger Lumont      | Láng József                              |
| A Gyönyörök szigetének főpapnője   | Micheline Dax     | Földessy Margit                          |
| Kleopátra                          | Micheline Dax     | Hűvösvölgyi Ildikó                       |
| Mannekenpix, a titánok főszakácsa  | Stéphane Steeman  | Koroknay Géza                            |
| Római katona Caesar palotája előtt | Henri Poirier     | Koroknay Géza                            |
| A tiszteletreméltó öregapó         | Gérard Hernandez  | Szabó Ottó                               |
| A szellemlégionáriusok vezére      | Georges Atlas     | Huszár László                            |
| Cetautomatix                       | Georges Atlas     | Perlaki István                           |
| Merkúriusz az Olümposzon           | Georges Atlas     | Varga T. József                          |
| Ordralfabetix                      | Claude Dasset     | Beregi Péter                             |
| Centurio                           | Claude Bertrand   | Hollósi Frigyes                          |
| Caesar tanácsosa                   | Claude Bertrand   | Antal László                             |
| Gladiátor a cirkuszban             | N/A               | Antal László                             |
| Cirkusztulajdonos                  | Jacques Hilling   | Füzessy Ottó                             |
| Római tiszt                        | Jacques Hilling   | Botár Endre                              |
| Hivatalsegéd                       | Henri Labussière  | Hegyi Péter                              |
| Prefektus                          | Bernard Lavalette | Jakab Csaba                              |
| Hivatalnok a 2-es ablaknál         | Odette Laure      | Magda Gabi                               |
| Hivatalnok a 26-os ablaknál        | Caroline Cler     | Erdélyi Mari                             |
| Vénusz az Olümposzon               | Monique Thubert   | Simorjay Emese                           |
| Indián törzsfőnök                  | N/A               | Surányi Imre                             |
| Héphaisztosz az Olümposzon         | N/A               | Surányi Imre                             |
| Pincér                             | N/A               | Varga Tamás                              |
| Hivatalnok az 1-es ablaknál        | N/A               | Czigány Judit                            |
| Hivatalnok a 12-es ablaknál        | N/A               | Czigány Judit                            |
| Hivatalnok a 8-as ablaknál         | N/A               | Győri Ilona                              |
| Hivatalnok a 35-ös ablaknál        | N/A               | Papp Ágnes                               |
| A rendelkezések ellenőre           | N/A               | Bálint György                            |
| Arész az Olümposzon                | N/A               | Balázsi Gyula                            |
| Minerva az Olümposzon              | N/A               | Bessenyei Emma                           |
| Római katona Caesar palotájában    | N/A               | Pataky Imre                              |
| Börtön foglár                      | N/A               | Horváth Gyula                            |
| Cirkuszi hangosbemondó             | N/A               | Bozai József                             |
| A Gyönyörök szigetének papnői      | N/A               | Csere Ágnes Farkasinszky Edit Papp Ágnes |